# ESC Rellinghausen 06
Der ESC Rellinghausen 06 ist ein Sportverein in Essen aus dem Stadtteil Rellinghausen. Er wurde im Juni 2006 durch die Fusion der drei Vereine, ESV 10/21, SC Rellinghausen-Süd 19/46 und VfB Rellinghausen 08 gegründet.

## Geschichte

### VfB Rellinghausen 08
Am 1. Mai 1908 trafen sich einige Studenten in einer Gaststätte zu einer Versammlung, mit dem Vorsatz, einen Fußballverein zu gründen. Unter dem Namen Fußballclub Britania war damit der erste Fußballverein in der damaligen Bürgermeisterei Rellinghausen geboren. Nach nur zwei Jahren benannte sich der Verein, der mittlerweile auch Leichtathletik anbot in den Verein für Bewegungsspiele von 1908 Essen Rellinghausen, um. Der erste Erfolg in der noch jungen Vereinsgeschichte wurde dann 1916 gefeiert, als der VfB Rellinghausen Ruhrbezirksmeister wurde. Dadurch wurde die Bevölkerung in Rellinghausen auf den Verein aufmerksam, wodurch eine Handball- und Gesangsabteilung gegründet wurden. Während des Ersten Weltkrieges wurde der Spielbetrieb eingestellt. Im Jahr 1933 wurde von der Stadt eine Zwangsvereinigung mit dem SV Rellinghausen 1910 erzielt.
Einen Sportplatz errichtete der Verein im Nachbarschaftsstadtteil Stadtwald 1921.
Die Stadt Essen kündigte 1937 den Pachtvertrag vom Sportplatz am Stadtwaldplatz, woraufhin im Wechsel im Walpurgistal und Am Krausen Bäumchen gespielt wurde.
Die Handballabteilung löste sich während des Zweiten Weltkrieges auf und der Sportverein musste die sportlichen Aktivitäten niederlegen. Nach dem Krieg restaurierten die Rellinghauser Vereine den Sportplatz Am Krausen Bäumchen und nutzten die Anlage wieder als Sportstätte. In den 1950er Jahren erzielte der Verein sportliche Erfolge in Essen, stieg aber Anfang der 1960er Jahre zweimal ab. Daraufhin wollten die beiden Vereine Spielvereinigung Rellinghausen 1910 und DJK Spiel und Sport Bergerhausen 1921 mit dem Vfb 08 fusionieren, dies lehnte der Verein aber ab.

### SC Rellinghausen-Süd 19/46

#### SC Rellinghausen
Direkt nach dem Ersten Weltkrieg wurden zwei Vereine in Rellinghausen gegründet, der Turn- und Sportverein Rellinghausen und der Fußballverein DJK Rellinghausen.
Als der Zweite Weltkrieg vorbei war, konnten der TuS Rellinghausen (1945) und die DJK Rellinghausen (1947) unter dem neuen Namen "Alemannia Rellinghausen" den Sportbetrieb wiederherstellen. Die Boxabteilung des TuS löste sich vom Verein und gründete den BC Rellinghausen. Kurz nachdem die „Boxer“ eine Volleyball- und Gymnastikabteilung ins Leben riefen (1975) fusionierten sie mit der Alemania Rellinghausen zum Sport-Club Rellinghausen 19/46, kurz SCR.

#### Ballfreunde Essen-Süd 63
Am 20. April 1963 wurde der Verein gegründet, kam aber nie über die Kreisklasse hinaus. Im Jahr 2004 entschlossen sich der SCR und die Ballfreunde, beide Vereine zu fusionieren und bildeten den SC Rellinghausen-Süd 19/46.

### ESV 10/21

#### Spielvereinigung Rellinghausen 1910
Im April 1910 wurde der Sportclub Preußen gegründet und erhielt den Spielbetrieb bis zum Ersten Weltkrieg. Nach dem Krieg fing der Verein in der untersten Klasse neu an und vereinigte sich 1922 mit dem Turnverein Rellinghausen 1891. Die Fusion hielt nicht lang, sodass eine weitere Fusion im Jahr 1926 mit dem Verein Rasensport 26 Bergerhausen erfolgte. Der Sportverein erhielt den Namen Spielvereinigung Rellinghausen 1910. Eine weitere Verstärkung erfolgte im 1933, als der Arbeitersportverein Fichte von den Nationalsozialisten verboten wurde und die Mitglieder der Spielvereinigung beitraten. Während des Zweiten Weltkrieges wurde der Sport- und Spielbetrieb eingestellt. Nach dem Krieg wurde man zur Fahrstuhlmannschaft zwischen Bezirks- und Kreisklasse.

#### DJK Sport Bergerhausen 1921
Im Jahr 1921 wurde von der Kirche St. Hubertus der Verein Spiel und Sport 1921 Essen-Bergerhausen gegründet. In diesem Verein verzichtete man auf den Seniorenbereich und begann mit einer Jugendmannschaft. Da keine Sportanlage im Stadtteil Bergerhausen vorhanden war, wich man nach Rellinghausen aus. In der jungen Vereinsgeschichte stieg man 1924 in die Gauklasse auf und ein Jahr später wieder ab. Da durch die Nationalsozialisten alle konfessionellen Vereine verbot, musste auch die DJK ihren Spielbetrieb einstellen. Erst 1952 wurde durch einen neuen Sportgeist ins Leben gerufen. Durch die Fusion der beiden Vereine entstand im Juni 1976 der Essener Sport Verein 10/21, kurz ESV 10/21.

### ESC Rellinghausen 06
2005 setzten sich die Fußballabteilungen der Vereine ESV 10/21, SCR 19/46 und VfB 08 zusammen, mit dem Ziel, einen Gesamtverein zu bilden. Nachdem die Fußballer dafür waren, mussten die anderen Unterabteilungen in den Vereinen zusätzlich dafür begeistert werden. Nach einer Gesamtabstimmung entstand mit ungefähr 1000 Gründungsmitgliedern im Juni 2006 der Essener Sport Club Rellinghausen 06.
Das erste sportliche Ziel konnte im ersten Jahr erreicht werden, da die erste Seniorenmannschaft in die Landesliga Niederrhein aufstieg und sich seitdem in der Spielklasse hält. In der Saison 2012/13 wurde man Vizemeister hinter der Reserve von Rot-Weiss Essen und verpasste nur knapp den Aufstieg in die Oberliga Niederrhein. 2022 wurde der ESC erneut Vizemeister der Landesliga, dieses Mal hinter Hamborn 07.

## Sportstätten
Von 1921 bis 1937 nutzte der VfB Rellinghausen den Sportplatz am Stadtwaldplatz. Anschließend wechselte der Verein zwischen dem Platz im Walpurgistal und der Bezirkssportanlage Am Krausen Bäumchen.
1923 wurde die Bezirkssportanlage Am Krausen Bäumchen vom DJK Sport Bergerhausen errichtet. Die heutige Bezirkssportanlage ist immer noch der Austragungsort der Heimspiele.